# Argyrochosma fendleri
Argyrochosma fendleri är en kantbräkenväxtart som först beskrevs av Kze., och fick sitt nu gällande namn av Michael D. Windham. Argyrochosma fendleri ingår i släktet Argyrochosma och familjen Pteridaceae. Inga underarter finns listade.